# Lijst van senatoren uit Maine

Zegel van de staat Maine

Dit is een lijst van de senatoren voor de Amerikaanse staat Maine. De senatoren voor Maine zijn ingedeeld als Klasse I en Klasse II. De twee huidige senatoren voor Maine zijn: Susan Collins van de Republikeinse Partij, senator sinds 1997 de (senior senator) en Angus King een onafhankelijk politicus (lid van de fractie van de Democratische Partij) en senator sinds 2013 de (junior senator).
Prominenten die hebben gediend als senator voor Maine zijn onder anderen: Hannibal Hamlin (later vicepresident), Lot Morrill (later minister van Financiën), Eugene Hale (Republikeins partijleider in de senaat van 1877 tot 1879), Owen Brewster (prominent politicus), Edmund Muskie (genomineerd vicepresidentskandidaat en later minister van Buitenlandse Zaken), George Mitchell (Democratisch partijleider in de senaat van 1989 tot 1995 en later ambassadeur), William Fessenden (later minister van Financiën), James Blaine (genomineerd presidentskandidaat, later minister van Buitenlandse Zaken en eerder voorzitter van het Huis van Afgevaardigden), Wallace White (Republikeins partijleider in de senaat van 1944 tot 1949), Margaret Chase Smith (eerste gekozen vrouwelijke senator), William Cohen (later minister van Defensie) en Susan Collins (prominent politica).

## Klasse I
| Nr.    | Senator voor Maine Senator from Maine | Senator voor Maine Senator from Maine | Senator voor Maine Senator from Maine | Ambtstermijn    | Ambtstermijn     | Partij(en)   | Verkiezing(en) |
| ------ | ------------------------------------- | ------------------------------------- | ------------------------------------- | --------------- | ---------------- | ------------ | -------------- |
| 1      |                                       | John Holmes                           | John Holmes (1773–1843)               | 12 juni 1820    | 4 maart 1827     | DR           | 1820           |
| 1      | 1821                                  | John Holmes                           | John Holmes (1773–1843)               | 12 juni 1820    | 4 maart 1827     | DR           |                |
| 2      |                                       | Albion Parris                         | Albion Parris (1788–1857)             | 4 maart 1827    | 26 augustus 1828 | DR (1827–28) | 1827           |
| 2      | D (1828)                              | Albion Parris                         | Albion Parris (1788–1857)             | 4 maart 1827    | 26 augustus 1828 |              | 1827           |
| Vacant |                                       |                                       |                                       |                 |                  |              | 1827           |
| 3      |                                       | John Holmes                           | John Holmes (1773–1843)               | 15 januari 1829 | 4 maart 1833     | NR           | 1829           |
| 4      |                                       | Ether Shepley                         | Ether Shepley (1789–1877)             | 4 maart 1833    | 4 maart 1836     | D            | 1833           |
| 5      |                                       | Judah Dana                            | Judah Dana (1772–1845)                | 4 maart 1836    | 4 maart 1837     | D            | 1833           |
| 6      |                                       | Reuel Williams                        | Reuel Williams (1783–1862)            | 4 maart 1837    | 15 februari 1843 | D            | 1837           |
| 6      | 1839                                  | Reuel Williams                        | Reuel Williams (1783–1862)            | 4 maart 1837    | 15 februari 1843 | D            |                |
| Vacant |                                       |                                       |                                       |                 |                  |              |                |
| 7      |                                       | John Fairfield                        | John Fairfield (1797–1862)            | 3 december 1843 | 24 december 1847 | D            | 1843           |
| 7      | 1844                                  | John Fairfield                        | John Fairfield (1797–1862)            | 3 december 1843 | 24 december 1847 | D            |                |
| Vacant |                                       |                                       |                                       |                 |                  |              |                |
| 8      |                                       | Wyman Moor                            | Wyman Moor (1811–1869)                | 4 januari 1848  | 8 juni 1848      | D            |                |
| 9      |                                       | Hannibal Hamlin                       | Hannibal Hamlin (1809–1891)           | 8 juni 1848     | 7 januari 1857   | D            | 1848           |
| 9      | 1851                                  | Hannibal Hamlin                       | Hannibal Hamlin (1809–1891)           | 8 juni 1848     | 7 januari 1857   | D            |                |
| Vacant |                                       |                                       |                                       |                 |                  |              |                |
| 10     |                                       | Amos Nourse                           | Amos Nourse (1794–1877)               | 7 januari 1857  | 4 maart 1857     | R            |                |
| 11     |                                       | Hannibal Hamlin                       | Hannibal Hamlin (1809–1891)           | 4 maart 1857    | 17 januari 1861  | R            | 1857           |
| 12     |                                       | Lot Morrill                           | Lot Morrill (1813–1883)               | 17 januari 1861 | 4 maart 1869     | R            | 1861           |
| 12     | 1863                                  | Lot Morrill                           | Lot Morrill (1813–1883)               | 17 januari 1861 | 4 maart 1869     | R            |                |
| 13     |                                       | Hannibal Hamlin                       | Hannibal Hamlin (1809–1891)           | 4 maart 1869    | 4 maart 1881     | R            | 1869           |
| 13     | 1875                                  | Hannibal Hamlin                       | Hannibal Hamlin (1809–1891)           | 4 maart 1869    | 4 maart 1881     | R            |                |
| 14     |                                       | Eugene Hale                           | Eugene Hale (1836–1918)               | 4 maart 1881    | 4 maart 1911     | R            | 1881           |
| 14     | 1887                                  | Eugene Hale                           | Eugene Hale (1836–1918)               | 4 maart 1881    | 4 maart 1911     | R            |                |
| 14     | 1893                                  | Eugene Hale                           | Eugene Hale (1836–1918)               | 4 maart 1881    | 4 maart 1911     | R            |                |
| 14     | 1899                                  | Eugene Hale                           | Eugene Hale (1836–1918)               | 4 maart 1881    | 4 maart 1911     | R            |                |
| 14     | 1905                                  | Eugene Hale                           | Eugene Hale (1836–1918)               | 4 maart 1881    | 4 maart 1911     | R            |                |
| 15     |                                       | Charles Johnson                       | Charles Johnson (1859–1930)           | 4 maart 1911    | 4 maart 1917     | D            | 1911           |
| 16     |                                       | Frederick Hale                        | Frederick Hale (1874–1963)            | 4 maart 1917    | 3 januari 1941   | R            | 1916           |
| 16     | 1922                                  | Frederick Hale                        | Frederick Hale (1874–1963)            | 4 maart 1917    | 3 januari 1941   | R            |                |
| 16     | 1928                                  | Frederick Hale                        | Frederick Hale (1874–1963)            | 4 maart 1917    | 3 januari 1941   | R            |                |
| 16     | 1934                                  | Frederick Hale                        | Frederick Hale (1874–1963)            | 4 maart 1917    | 3 januari 1941   | R            |                |
| 17     |                                       | Owen Brewster                         | Owen Brewster (1888–1961)             | 3 januari 1941  | 31 december 1952 | R            | 1940           |
| 17     | 1946                                  | Owen Brewster                         | Owen Brewster (1888–1961)             | 3 januari 1941  | 31 december 1952 | R            |                |
| Vacant |                                       |                                       |                                       |                 |                  |              |                |
| 18     |                                       | Frederick Payne                       | Frederick Payne (1904–1987)           | 3 januari 1953  | 3 januari 1959   | R            | 1952           |
| 19     |                                       | Edmund Muskie                         | Edmund Muskie (1914–1996)             | 3 januari 1959  | 8 mei 1980       | D            | 1958           |
| 19     | 1964                                  | Edmund Muskie                         | Edmund Muskie (1914–1996)             | 3 januari 1959  | 8 mei 1980       | D            |                |
| 19     | 1970                                  | Edmund Muskie                         | Edmund Muskie (1914–1996)             | 3 januari 1959  | 8 mei 1980       | D            |                |
| 19     | 1976                                  | Edmund Muskie                         | Edmund Muskie (1914–1996)             | 3 januari 1959  | 8 mei 1980       | D            |                |
| Vacant |                                       |                                       |                                       |                 |                  |              |                |
| 20     |                                       | George Mitchell                       | George Mitchell (1933)                | 20 mei 1980     | 3 januari 1995   | D            |                |
| 20     | 1982                                  | George Mitchell                       | George Mitchell (1933)                | 20 mei 1980     | 3 januari 1995   | D            |                |
| 20     | 1988                                  | George Mitchell                       | George Mitchell (1933)                | 20 mei 1980     | 3 januari 1995   | D            |                |
| 21     |                                       | Olympia Snowe                         | Olympia Snowe (1947)                  | 3 januari 1995  | 3 januari 2013   | R            | 1994           |
| 21     | 2000                                  | Olympia Snowe                         | Olympia Snowe (1947)                  | 3 januari 1995  | 3 januari 2013   | R            |                |
| 21     | 2006                                  | Olympia Snowe                         | Olympia Snowe (1947)                  | 3 januari 1995  | 3 januari 2013   | R            |                |
| 22     |                                       | Angus King                            | Angus King (1944)                     | 3 januari 2013  | heden            | O            | 2012           |
| 22     | 2018                                  | Angus King                            | Angus King (1944)                     | 3 januari 2013  | heden            | O            |                |
| 22     | 2024                                  | Angus King                            | Angus King (1944)                     | 3 januari 2013  | heden            | O            |                |

## Klasse II
| Nr.    | Senator voor Maine Senator from Maine | Senator voor Maine Senator from Maine | Senator voor Maine Senator from Maine | Ambtstermijn      | Ambtstermijn     | Partij(en)   | Verkiezing(en) |
| ------ | ------------------------------------- | ------------------------------------- | ------------------------------------- | ----------------- | ---------------- | ------------ | -------------- |
| 1      |                                       | John Chandler                         | John Chandler (1762–1841)             | 14 juni 1820      | 4 maart 1829     | DR (1818–28) | 1820           |
| 1      | 1823                                  | John Chandler                         | John Chandler (1762–1841)             | 14 juni 1820      | 4 maart 1829     | DR (1818–28) |                |
| 1      | D (1828–29)                           | John Chandler                         | John Chandler (1762–1841)             | 14 juni 1820      | 4 maart 1829     |              |                |
| 2      |                                       | Peleg Sprague                         | Peleg Sprague (1793–1880)             | 4 maart 1829      | 1 januari 1835   | NR           | 1829           |
| Vacant |                                       |                                       |                                       |                   |                  |              | 1829           |
| 3      |                                       | John Ruggles                          | John Ruggles (1789–1874)              | 20 januari 1835   | 4 maart 1841     | D            | 1834           |
| 3      | 1835                                  | John Ruggles                          | John Ruggles (1789–1874)              | 20 januari 1835   | 4 maart 1841     | D            |                |
| 4      |                                       | George Evans                          | George Evans (1797–1867)              | 4 maart 1841      | 4 maart 1847     | W            | 1840           |
| 5      |                                       | James Bradbury                        | James Bradbury (1802–1901)            | 4 maart 1847      | 4 maart 1853     | D            | 1846           |
| Vacant |                                       |                                       |                                       |                   |                  |              |                |
| 6      |                                       | William Fessenden                     | William Fessenden (1806–1869)         | 10 februari 1854  | 1 juli 1864      | W (1854)     | 1854           |
| 6      | R (1854–64)                           | William Fessenden                     | William Fessenden (1806–1869)         | 10 februari 1854  | 1 juli 1864      |              | 1854           |
| 6      | 1859                                  | William Fessenden                     | William Fessenden (1806–1869)         | 10 februari 1854  | 1 juli 1864      |              |                |
| Vacant |                                       |                                       |                                       |                   |                  |              |                |
| 7      |                                       | Nathan Farwell                        | Nathan Farwell (1812–1893)            | 26 oktober 1864   | 4 maart 1865     | R            |                |
| 7      | 1865                                  | Nathan Farwell                        | Nathan Farwell (1812–1893)            | 26 oktober 1864   | 4 maart 1865     | R            |                |
| 8      |                                       | William Fessenden                     | William Fessenden (1806–1869)         | 4 maart 1865      | 8 september 1869 | R            | 1864           |
| Vacant |                                       |                                       |                                       |                   |                  |              | 1864           |
| 9      |                                       | Lot Morrill                           | Lot Morrill (1813–1883)               | 30 oktober 1869   | 7 juli 1876      | R            | 1864           |
| 9      | 1870                                  | Lot Morrill                           | Lot Morrill (1813–1883)               | 30 oktober 1869   | 7 juli 1876      | R            |                |
| Vacant |                                       |                                       |                                       |                   |                  |              |                |
| 10     |                                       | James Blaine                          | James Blaine (1830–1893)              | 10 juli 1876      | 8 maart 1881     | R            |                |
| 10     | 1877 (1)                              | James Blaine                          | James Blaine (1830–1893)              | 10 juli 1876      | 8 maart 1881     | R            |                |
| 10     | 1877 (2)                              | James Blaine                          | James Blaine (1830–1893)              | 10 juli 1876      | 8 maart 1881     | R            |                |
| Vacant |                                       |                                       |                                       |                   |                  |              |                |
| 11     |                                       | William Frye                          | William Frye (1830–1911)              | 18 maart 1881     | 8 augustus 1911  | R            | 1881           |
| 11     | 1883                                  | William Frye                          | William Frye (1830–1911)              | 18 maart 1881     | 8 augustus 1911  | R            |                |
| 11     | 1889                                  | William Frye                          | William Frye (1830–1911)              | 18 maart 1881     | 8 augustus 1911  | R            |                |
| 11     | 1895                                  | William Frye                          | William Frye (1830–1911)              | 18 maart 1881     | 8 augustus 1911  | R            |                |
| 11     | 1901                                  | William Frye                          | William Frye (1830–1911)              | 18 maart 1881     | 8 augustus 1911  | R            |                |
| 11     | 1907                                  | William Frye                          | William Frye (1830–1911)              | 18 maart 1881     | 8 augustus 1911  | R            |                |
| Vacant |                                       |                                       |                                       |                   |                  |              |                |
| 12     |                                       | Obadiah Gardner                       | Obadiah Gardner (1852–1938)           | 22 september 1911 | 4 maart 1913     | D            |                |
| 12     | 1912                                  | Obadiah Gardner                       | Obadiah Gardner (1852–1938)           | 22 september 1911 | 4 maart 1913     | D            |                |
| 13     |                                       | Edwin Burleigh                        | Edwin Burleigh (1843–1916)            | 4 maart 1913      | 16 juni 1916     | R            | 1913           |
| Vacant |                                       |                                       |                                       |                   |                  |              | 1913           |
| 14     |                                       | Bert Fernald                          | Bert Fernald (1858–1926)              | 12 september 1916 | 23 augustus 1926 | R            | 1916           |
| 14     | 1918                                  | Bert Fernald                          | Bert Fernald (1858–1926)              | 12 september 1916 | 23 augustus 1926 | R            |                |
| 14     | 1924                                  | Bert Fernald                          | Bert Fernald (1858–1926)              | 12 september 1916 | 23 augustus 1926 | R            |                |
| Vacant |                                       |                                       |                                       |                   |                  |              |                |
| 15     |                                       | Arthur Gould                          | Arthur Gould (1857–1946)              | 30 november 1926  | 4 maart 1931     | R            | 1926           |
| 16     |                                       | Wallace White                         | Wallace White (1877–1952)             | 4 maart 1931      | 3 januari 1949   | R            | 1930           |
| 16     | 1936                                  | Wallace White                         | Wallace White (1877–1952)             | 4 maart 1931      | 3 januari 1949   | R            |                |
| 16     | 1942                                  | Wallace White                         | Wallace White (1877–1952)             | 4 maart 1931      | 3 januari 1949   | R            |                |
| 17     |                                       | Margaret Chase Smith                  | Margaret Chase Smith (1897–1995)      | 3 januari 1949    | 3 januari 1973   | R            | 1948           |
| 17     | 1954                                  | Margaret Chase Smith                  | Margaret Chase Smith (1897–1995)      | 3 januari 1949    | 3 januari 1973   | R            |                |
| 17     | 1960                                  | Margaret Chase Smith                  | Margaret Chase Smith (1897–1995)      | 3 januari 1949    | 3 januari 1973   | R            |                |
| 17     | 1966                                  | Margaret Chase Smith                  | Margaret Chase Smith (1897–1995)      | 3 januari 1949    | 3 januari 1973   | R            |                |
| 18     |                                       | William Hathaway                      | William Hathaway (1924–2013)          | 3 januari 1973    | 3 januari 1979   | D            | 1972           |
| 19     |                                       | William Cohen                         | William Cohen (1940)                  | 3 januari 1979    | 3 januari 1997   | R            | 1978           |
| 19     | 1984                                  | William Cohen                         | William Cohen (1940)                  | 3 januari 1979    | 3 januari 1997   | R            |                |
| 19     | 1990                                  | William Cohen                         | William Cohen (1940)                  | 3 januari 1979    | 3 januari 1997   | R            |                |
| 20     |                                       | Susan Collins                         | Susan Collins (1952)                  | 3 januari 1997    | heden            | R            | 1996           |
| 20     | 2002                                  | Susan Collins                         | Susan Collins (1952)                  | 3 januari 1997    | heden            | R            |                |
| 20     | 2008                                  | Susan Collins                         | Susan Collins (1952)                  | 3 januari 1997    | heden            | R            |                |
| 20     | 2014                                  | Susan Collins                         | Susan Collins (1952)                  | 3 januari 1997    | heden            | R            |                |
| 20     | 2020                                  | Susan Collins                         | Susan Collins (1952)                  | 3 januari 1997    | heden            | R            |                |

Alabama: Tuberville (R) · Britt (R)
Alaska: Murkowski (R) · Sullivan (R)
Arizona: Kelly (D) · Gallego (D)
Arkansas: Boozman (R) · Cotton (R)
Californië: Padilla (D) · Schiff (D)
Colorado: Bennet (D) · Hickenlooper (D)
Connecticut: Blumenthal (D) · Murphy (D)
Delaware: Coons (D) · Blunt Rochester (D)
Florida: R. Scott (R) · Moody (R)
Georgia: Ossoff (D) · Warnock (D)
Hawaï: Schatz (D) · Hirono (D)
Idaho: Crapo (R) · Risch (R)
Illinois: Durbin (D) · Duckworth (D)
Indiana: Young (R) · Banks (R)
Iowa: Grassley (R) · Ernst (R)
Kansas: Moran (R) · Marshall (R)
Kentucky: McConnell (R) · Paul (R)
Louisiana: Cassidy (R) · Kennedy (R)
Maine: Collins (R) · King (O)
Maryland: Van Hollen (D) · Alsobrooks (D)
Massachusetts: Warren (D) · Markey (D)
Michigan: Peters (D) · Slotkin (D)
Minnesota: Klobuchar (D) · Smith (D)
Mississippi: Wicker (R) · Hyde-Smith (R)
Missouri: Hawley (R) · Schmitt (R)
Montana: Daines (R) · Sheehy (R)
Nebraska: Fischer (R) · Ricketts (R)
Nevada: Cortez Masto (D) · Rosen (D)
New Hampshire: Shaheen (D) · Hassan (D)
New Jersey: Booker (D) · Kim (D)
New Mexico: Heinrich (D) · Luján (D)
New York: Schumer (D) · Gillibrand (D)
North Carolina: Tillis (R) · Budd (R)
North Dakota: Hoeven (R) · Cramer (R)
Ohio: Moreno (R) · Husted (R)
Oklahoma: Lankford (R) · Mullin (R)
Oregon: Wyden (D) · Merkley (D)
Pennsylvania: Fetterman (D) · McCormick (R)
Rhode Island: Reed (D) · Whitehouse (D)
South Carolina: Graham (R) · T. Scott (R)
South Dakota: Thune (R) · Rounds (R)
Tennessee: Blackburn (R) · Hagerty (R)
Texas: Cornyn (R) · Cruz (R)
Utah: Lee (R) · Curtis (R)
Vermont: Sanders (O) · Welch (D)
Virginia: Warner (D) · Kaine (D)
Washington: Murray (D) · Cantwell (D)
West Virginia: Moore Capito (R) · Justice (R)
Wisconsin: Johnson (R) · Baldwin (D)
Wyoming: Barrasso (R) · Lummis (R)
(D): Democraat · (R): Republikein · (O): Onafhankelijk